# Paulista (Pernambuco)
Paulista es un municipio brasileño del estado de Pernambuco. Situada en el litoral, se encuentra a 17 kilómetros de Recife, la capital del estado, formando parte de su área metropolitana. En 2020 contaba con una población estimada de 334.376 habitantes. El principal atractivo turístico son sus 14 kilómetros de playa.

### Proyección
| Año  | Población Paulistense | Fuente |
| ---- | --------------------- | ------ |
| 2030 | 412 447               |        |
| 2040 | 431 334               |        |
| 2050 | 454 817               |        |
| 2060 | 472 018               |        |
| 2070 | 487 554               |        |
| 2080 | 497 334               |        |
| 2090 | 501 206               |        |
| 2100 | 516 336               |        |